# 山本勘助
山本 勘助（やまもと かんすけ）は、戦国時代の武将。
『甲陽軍鑑』においては名を勘助、諱を晴幸、出家後道鬼を称したという。勘助の諱・出家号については文書上からは確認されていなかったが、近年、沼津山本家文書「御証文之覚」「道鬼ヨリ某迄四代相続仕候覚」により、江戸時代段階で山本菅助子孫が諱を「晴幸」、出家号を「道鬼」と認識していたことは確認された。ただし「晴幸」の諱については、明治25年（1892年）に星野恒が「武田晴信（信玄）が家臣に対し室町将軍足利義晴の偏諱である「晴」字を与えることは社会通念上ありえなかった」とも指摘している。
『甲陽軍鑑』巻九では天文16年に武田晴信が『甲州法度之次第』を定めた際に勘助の年齢を55歳としており、これに従うと生年は明応2年（1493年）となる。一方、『甲陽軍鑑』末書下巻下の「山本勘助うハさ。五ヶ条之事」によれば、勘助の生年を明応9年（1500年）としている。「五ヶ条之事」では菅助が本国を出て武者修行を行い、駿河で滞在し今川家に仕官を望み、甲斐へ移り武田家に仕官し、出家し川中島の戦いで戦死する一連の履歴の年齢を記しているが、これには矛盾が存在していることが指摘される。生年には、文亀元年（1501年）説もある。『甲陽軍鑑』によれば、没年は永禄4年（1561年）9月10日の川中島の戦いで討死したとされる。
近世には武田二十四将に含められ、武田の五名臣の一人にも数えられて、武田信玄の伝説的軍師としての人物像が講談などで一般的となっているが、「山本勘助」という人物は『甲陽軍鑑』やその影響下を受けた近世の編纂物以外の確実性の高い史料では一切存在が確認されていないために、その実在について長年疑問視されていた。しかし近年は「山本勘助」と比定できると指摘される「山本菅助」の存在が複数の史料で確認されている。

## 生涯
以下に記述する勘助の生涯は江戸時代前期成立の『甲陽軍鑑』を元にするが、山本勘助の名は（戦後に発見された市河文書を除き）『甲陽軍鑑』以外の戦国時代から江戸時代前期の史料には見えない。勘助の生涯とされるものは全て『甲陽軍鑑』およびこれに影響を受けた江戸時代の軍談の作者による創作であると考えられている。各地に残る家伝や伝承も江戸時代になって武田信玄の軍師として名高くなった勘助にちなんだ後世の付会である可能性が高く、武蔵坊弁慶の伝承・伝説と同様の英雄物語に類するものとするのが史家のあいだでは通説である（実在を巡る議論参照）。
- 甲斐国誌の山本勘助の紹介 甲陽軍鑑、北越軍談を引用している。

### 生誕地

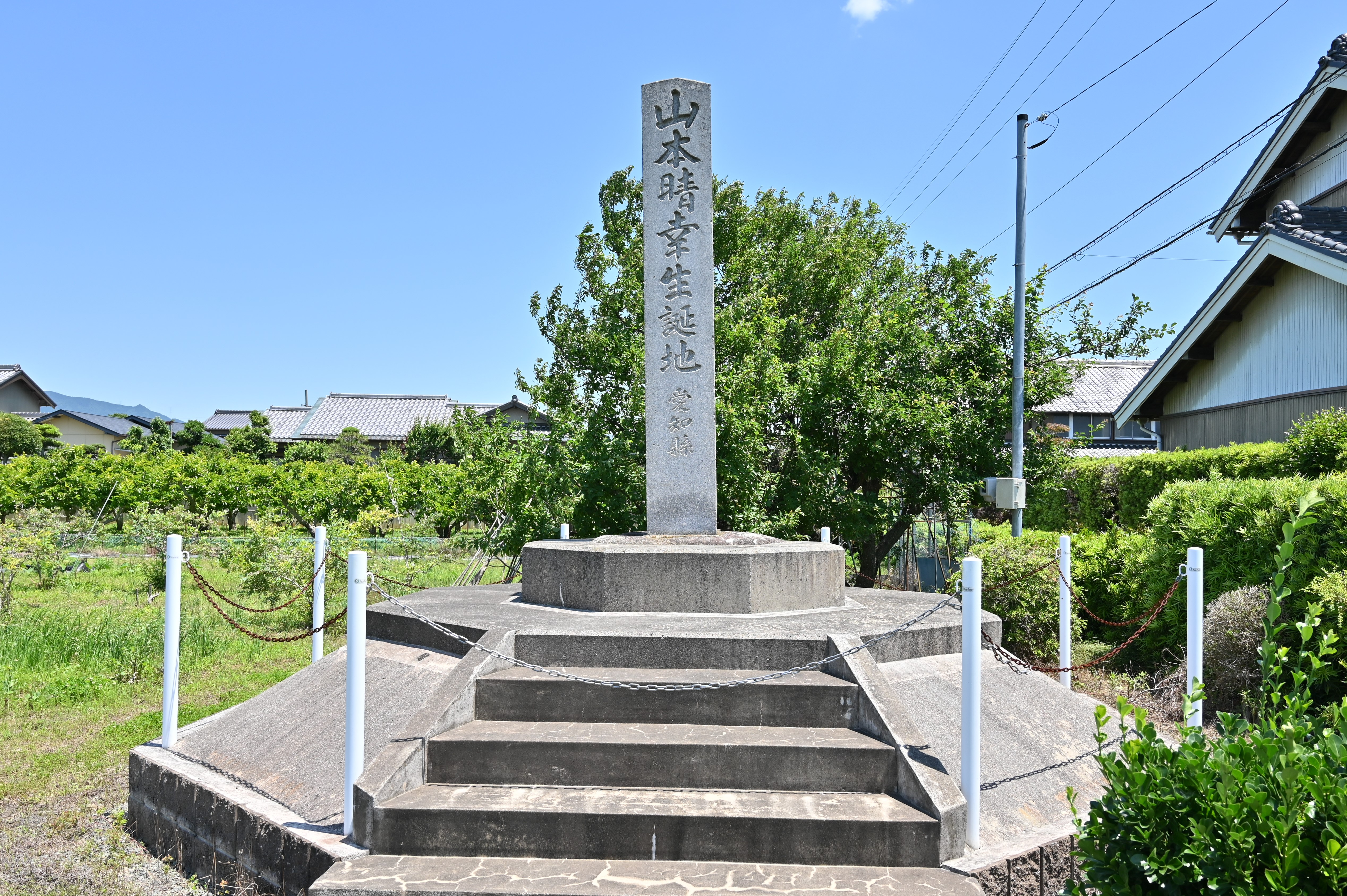
山本晴幸生誕地（愛知県豊橋市賀茂町）

『甲陽軍鑑』などには三河国宝飯郡牛窪（愛知県豊川市牛久保町）の出とある。
江戸時代後期成立の『甲斐国志』によれば、勘助は駿河国富士郡山本（静岡県富士宮市山本）の吉野貞幸と安の三男に生まれ、三河国牛窪城主牧野氏の家臣大林勘左衛門の養子に入っている。大河ドラマ『風林火山』（NHK）もこの説を採用している。甲斐国志は、甲陽軍鑑、北越軍談の記述を引用している。
北越軍談では愛知県豊田市寺部（本国三州賀茂郡に帰り、という記述）。
日本中世史研究の第一人者で、静岡大学教育学部名誉教授の小和田哲男によると、信憑性が低いとされるが、『牛窪密談記』に初出の愛知県豊橋市賀茂（三河国八名郡加茂村）。

### 牢人
※「牢人」は「浪人」と同じ意味。江戸時代以前に主に使われていた。山本勘助の原典史料である『甲陽軍鑑』ではこちらが使われており、本項目でもこれを用いる。
勘助は26歳（または20歳）のときに武者修行の旅に出た。『武功雑記』によれば、剣豪上泉秀綱が弟子の虎伯と牛窪の牧野氏を訪ねたときに、若き勘助と虎伯が立会い、まず虎伯が一本取り、続いて勘助が一本を取った。しかし、勘助を妬む者たちが勘助が負けたと誹謗したため、いたたまれず出奔したという。上泉秀綱が武者修行に出たのは勘助の死後の永禄7年（1564年）以後とされており、この話は剣豪伝説にありがちな創作である。
勘助は10年の間、中国、四国、九州、関東の諸国を遍歴して京流（または行流）兵法を会得して、城取り（築城術）や陣取り（戦法）を極めた。後に勘助が武田信玄に仕えたとき、諸国の情勢として毛利元就や大内義隆の将才について語っている（萩藩の『萩藩閥閲録遺漏』の中に子孫を称する百姓・山本源兵衛が藩に提出した『山本勝次郎方御判物写（山本家言伝之覚）』がある。それによると勘助は大内氏に仕えていたが天文10年に妻子を残して出奔したとあるが、その後の話に辻褄が合わない部分もあり裏付けに乏しい）。
天文5年（1536年）、37歳になった勘助は駿河国主今川義元に仕官せんと欲して駿河国に入り、牢人家老庵原忠胤の屋敷に寄宿し、重臣朝比奈信置を通して仕官を願った。だが、今川義元は勘助の異形を嫌い召抱えようとはしなかった。勘助は色黒で容貌醜く、隻眼、身に無数の傷があり、足が不自由で、指もそろっていなかった。今川の家中は小者一人も連れぬ貧しい牢人で、城を持ったこともなく、兵を率いたこともない勘助が兵法を極めたなぞ大言壮語の法螺であると謗った。兵法で2、3度手柄を立てたことがあったが、勘助が当時流行の新当流（塚原卜伝が創設）ではなく京流であることをもって認めようとはしなかった。勘助は仕官が叶わず牢人の身のまま9年にわたり駿河に留まり鬱々とした日々を過ごした。

### 武田家に仕える

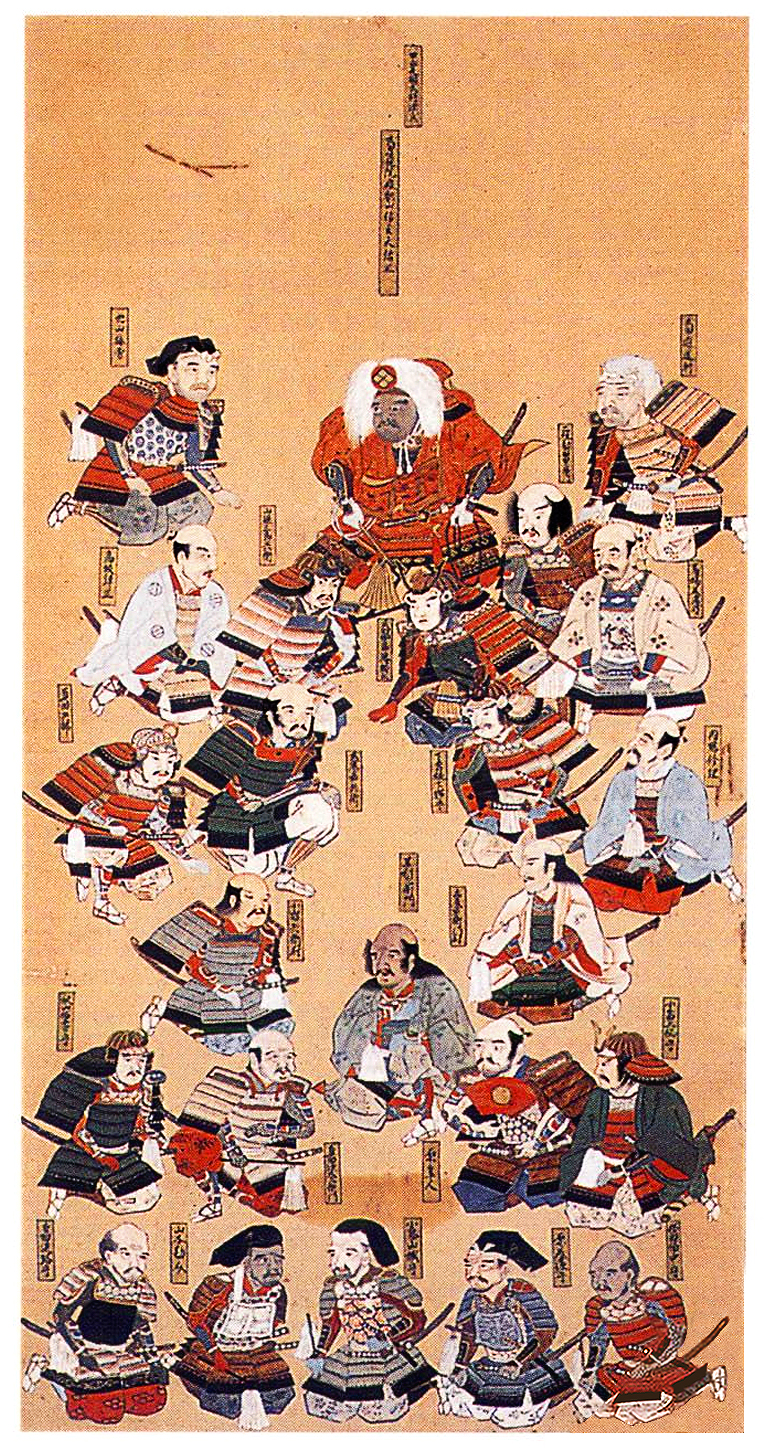
武田二十四将。下段左から2番目が山本勘助（江戸後期、武田神社蔵）

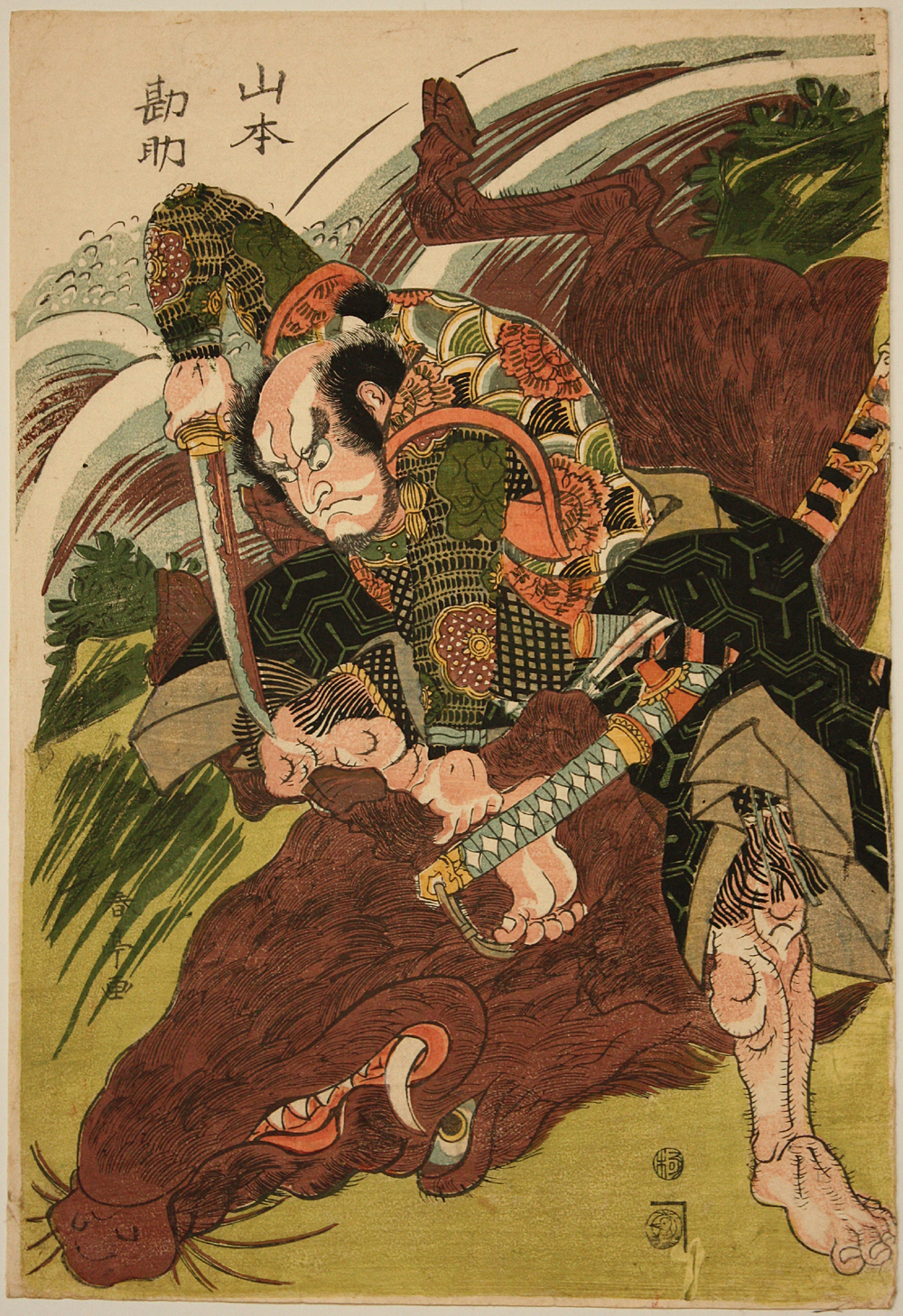
山本勘助の猪退治。勝川春亭画。猪の牙で勘助は片目を失う

勘助の兵法家としての名声は次第に諸国に聞こえ、武田家の重臣板垣信方は駿河国に「城取り（築城術）」に通じた牢人がいると若き甲斐国国主武田晴信（信玄）に勘助を推挙した。天文12年（1543年）、武田家は知行100貫で勘助を召抱えようと申し入れて来た。牢人者の新規召抱えとしては破格の待遇であった。取り消されることを心配した庵原忠胤はまずは武田家から確約の朱印状をもらってから甲斐へ行ってはどうかと勧めるが、勘助はこれを断りあえて武田家のために朱印状を受けずに甲府へ赴くことにした。晴信は入国にあたって牢人の勘助が侮られぬよう板垣に馬や槍それに小者を用意させた。勘助は躑躅ヶ崎館で晴信と対面する。晴信は勘助の才を見抜き知行200貫とした。なお、『甲陽軍鑑』には駿河滞在は「九年」とあるが、駿河入国（1536年）と武田家仕官（1543年）の年月が7年しかなく、年数が合わない。
晴信は「城取り」や諸国の情勢について勘助と語り、その知識の深さに感心し、深く信頼するようになったが新参者への破格の待遇から妬みを受けて、家中の南部宗秀が勘助を誹謗した。晴信はこれを改易して、ますます勘助を信頼した。南部宗秀は各地を彷徨い餓死したという。
同年、晴信が信濃国へ侵攻すると勘助は九つの城を落とす大功を立てて、その才を証明した。勘助は100貫を加増され知行300貫となった。
天文13年（1544年）、晴信は信濃国諏訪郡へ侵攻して諏訪頼重を降し、これを殺した。なお、史実では晴信の諏訪侵攻と頼重の自害は天文11年（1542年）である。
頼重には美貌の姫がいた。翌天文14年（1545年）、晴信は姫を側室に迎えることを望むが、重臣たちは姫は武田家に恨みを抱いており危険であるとこぞって反対した。だが、勘助のみは姫を側室に迎えることを強く主張する。結局は諏訪家も後継ぎが欲しいであろうという根拠から、姫が晴信の子を生めば武田家と信濃の名門諏訪家との絆となると考えた。晴信は勘助の言を容れ姫を側室に迎える。姫は諏訪御料人と呼ばれるようになる。翌年、諏訪御料人は男子を生んだ。最後の武田家当主となる四郎勝頼（諏訪勝頼、武田勝頼）である（勝頼が武田家滅亡の際に、子息の信勝に家督を譲る儀式を行った事から、信勝が最後の当主になったという説もある）。
天文15年（1546年）、晴信は信濃国小県郡の村上義清の戸石城を攻めた。戸石城の守りは固く武田勢は大損害を受けた。そこへ猛将・村上義清が救援に駆けつけて激しく攻め立て、武田勢は総崩れとなり撤退し、その間に追撃を受けて全軍崩壊の危機に陥った。勘助は晴信に献策して50騎を率いて村上勢を陽動。この間に晴信は体勢を立て直し、武田勢は勘助の巧みな采配により反撃に出て、村上勢を打ち破ったという。武田家家中は「破軍建返し」と呼ばれる勘助の縦横無尽の活躍に「摩利支天」のようだと畏怖した。この功により勘助は加増され知行800貫の足軽大将となる。この功績により、武田家の家臣の誰もが勘助の軍略を認めるようになった。なお、史実では戸石城攻防戦は天文19年（1550年）である。
立身した勘助は暇を受けて駿河の庵原忠胤を訪ね、年来世話になった御礼言上をして、主君晴信を「名大将である」と褒め称えた。
晴信は軍略政略について下問し、勘助はこれに答えて様々な治世の献策をした。優れた「城取り」で高遠城、小諸城を築き、勘助の築城術は「山本勘助入道道鬼流兵法」と呼ばれた。また、勘助の献策により有名な分国法「甲州法度之次第」が制定された。
晴信と勘助は諸国の武将について語り、毛利元就、大内義隆、今川義元、上杉憲政、松平清康について評し、ことに義元に関しては討死を予見した。後年、義元は桶狭間の戦いで敗死している。
天文16年（1547年）、晴信は上田原の戦いで村上義清と決戦。重臣・板垣信方が戦死するなど苦戦するが、勘助の献策により勝利した。村上義清は越後国へ走り、長尾景虎（後の上杉謙信）を頼った。以後、謙信はしばしば北信濃の川中島へ侵攻して晴信と戦火を交えることとなる。なお、史実では上田原の戦いは天文17年（1548年）であり、戸石城攻防戦の前である。また、村上義清は上田原の戦いで勝利して一時反撃に出ており、越後国へ逃れたのは天文22年（1553年）である。
天文20年（1551年）、晴信は出家して信玄を名乗る。勘助もこれにならって出家して法号を道鬼斎と名乗った。史実では晴信の出家は永禄2年（1559年）とされる。
天文22年（1553年）、信玄の命により、謙信に備えるべく勘助は北信濃に海津城を築いた。城主となった春日虎綱（高坂昌信）は、勘助が縄張りしたこの城を「武略の粋が極められている」と語っている。
『真田三代記』によると、勘助は真田幸隆と懇意であり、また馬場信春に対して勘助が築城術を伝授している。
これらの『甲陽軍鑑』に書かれた勘助の活躍から、江戸時代には勘助は三国志の諸葛孔明のような「軍師」と呼ばれるようになる。なお、『甲陽軍鑑』では勘助を軍師とは表現していない。
「山本勘介由来」、「兵法伝統録」によると勘助の兵法の師は鈴木日向守重辰(家康が初陣で討った人物)と伯父山本成氏、「吉野家系図」では父貞幸が軍略の師範となっている。
永禄4年（1561年）4月、武田信玄が割ヶ嶽城(長野県上水内郡信濃町)を攻め落とした。その際、武田信玄の信濃侵攻の参謀と言われた原虎胤が負傷した。これに代わって、山本勘助が参謀になる。

### 川中島の戦い・勘助の死

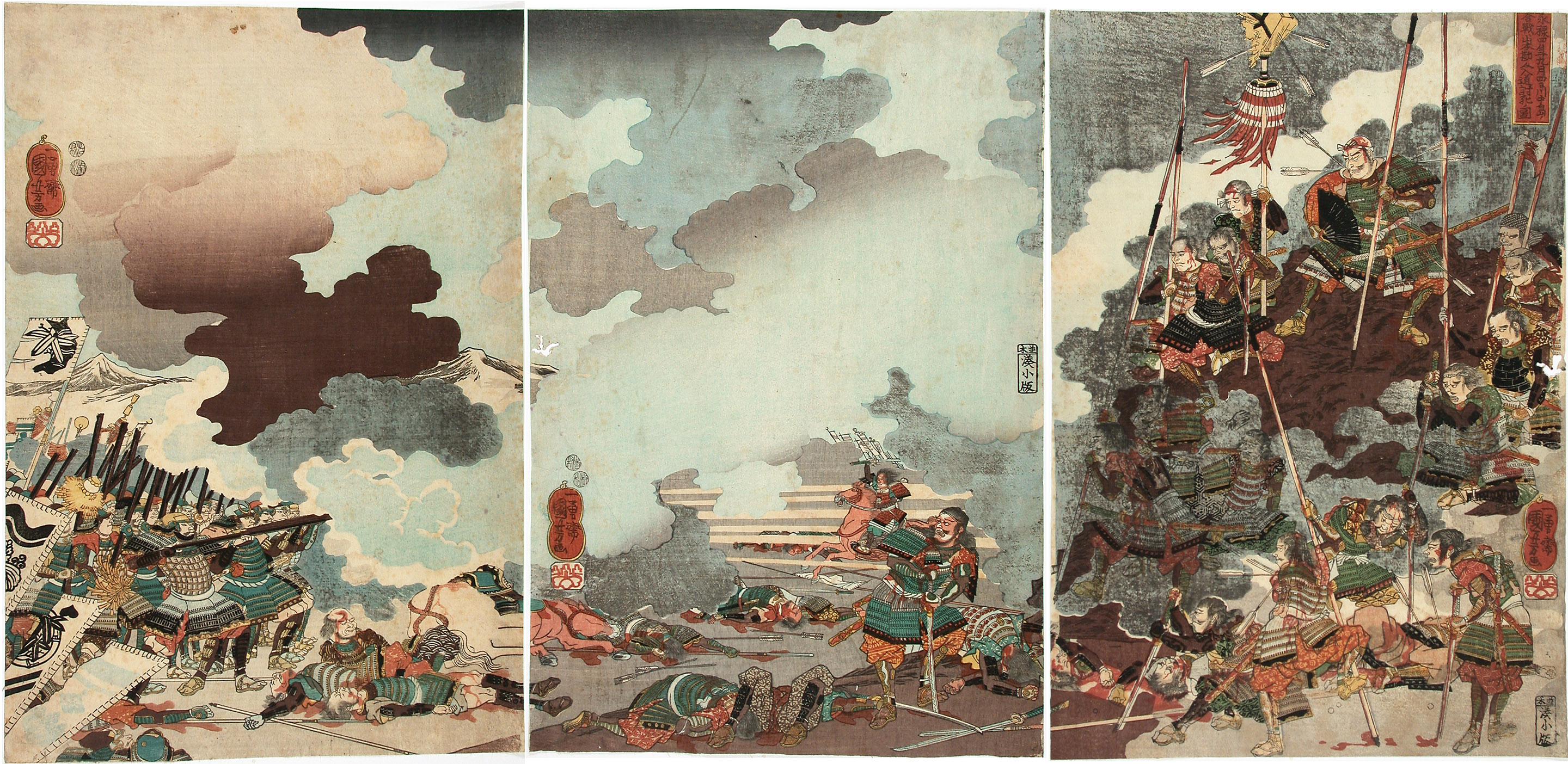
川中島の戦い・山本勘助の死

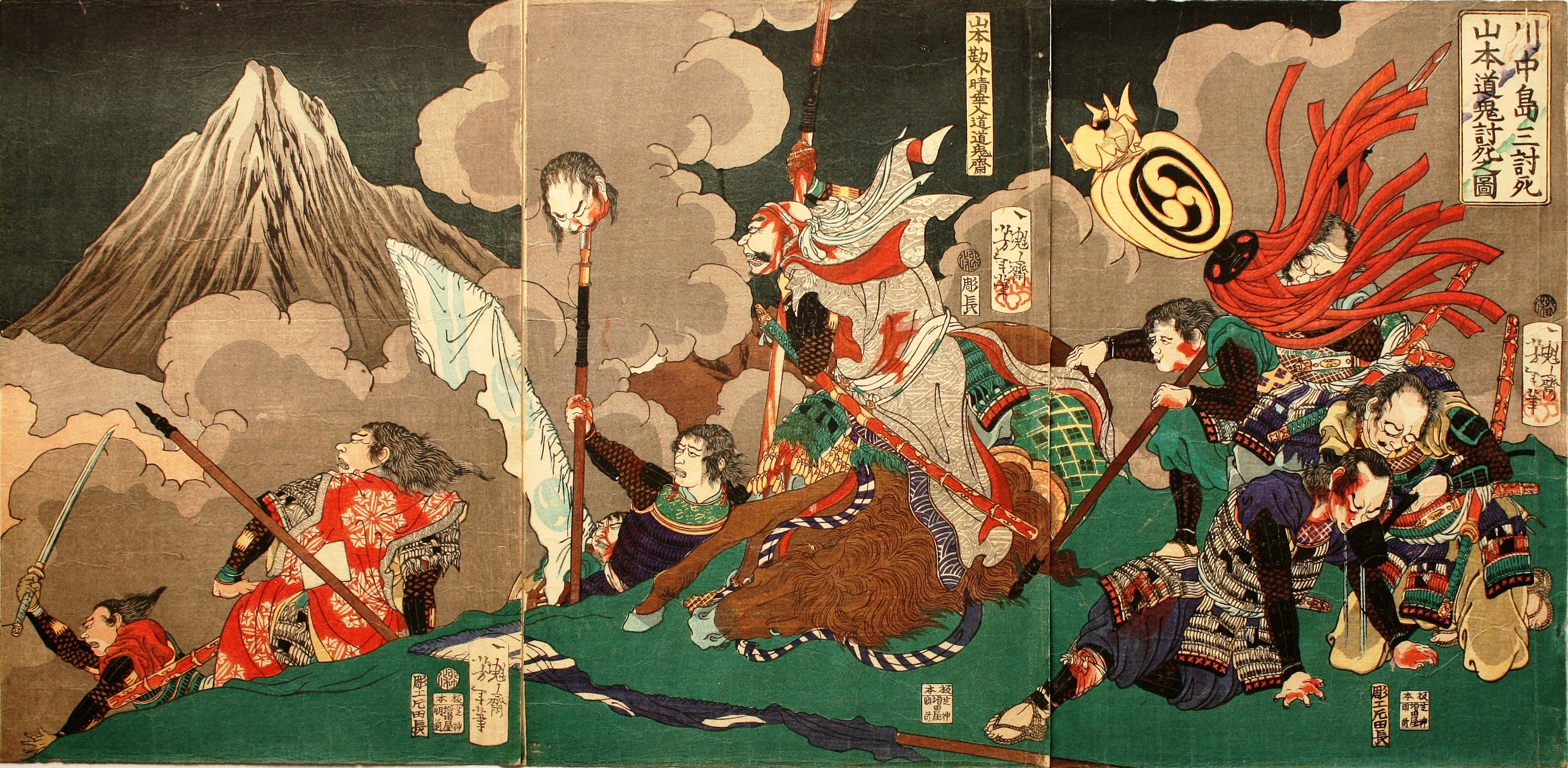
川中島の戦いで討ち死にする山本勘助
（月岡芳年画）

永禄4年（1561年）、謙信は1万3000の兵を率いて川中島に出陣して妻女山に入り、海津城を脅かした。信玄も2万の兵を率いて甲府を発向し、海津城に入った。両軍は数日に及び対峙する。軍議の席で武田家の重臣たちは決戦を主張するが、信玄は慎重だった。信玄は勘助と馬場信春に謙信を打ち破る作戦を立案するようを命じる。勘助と信春は軍勢を二手に分けて大規模な別働隊を夜陰に乗じて密に妻女山へ接近させ、夜明けと共に一斉に攻めさせ、驚いた上杉勢が妻女山を下りたところを平地に布陣した本隊が挟撃して殲滅する作戦を献策した。啄木鳥が嘴で木を叩き、驚いた虫が飛び出てきたところ喰らうことに似ていることから後に「啄木鳥戦法」と名づけられた。信玄はこの策を容れて、高坂昌信、馬場信春率いる兵1万2000の別働隊を編成して妻女山へ向かわせ、自身は兵8000を率いて八幡原に陣をしき逃げ出してくる上杉勢を待ち受けた。だが、この時上杉方では、暑さに倒れる兵が出てきており、これ以上味方の兵を苦しめるわけにもいかないとの謙信の判断で、夜中に妻女山を下山していた。夜明け、高坂勢は妻女山を攻めるがもぬけの殻であった。偶然にも同じ日に両者は川中島に出たのである。
夜明けの濃霧が晴れた八幡原で、信玄と勘助は驚くべき光景を目にした。いるはずのない上杉勢1万3000が彼らの眼前を進軍していたのである。謙信も、武田勢2万を目にして驚いた。武田勢も上杉勢も、敵軍の動きに全く気がつかなかった。謙信は武田勢を突破するべく車懸りの陣で武田勢に死に者狂いの猛攻をかける。信玄はこれに抗すべく鶴翼の陣をしくが、武田勢は押しまくられ、武田家の武将が相次いで討ち死にした。その中に勘助がいた。『甲陽軍鑑』は勘助の死について「典厩（武田信繁）殿討ち死に、諸角豊後守討死、旗本足軽大将両人、山本勘助入道道鬼討死、初鹿源五郎討死」とのみ信繁（信玄の弟）ら戦死者と列挙して簡単に記している。

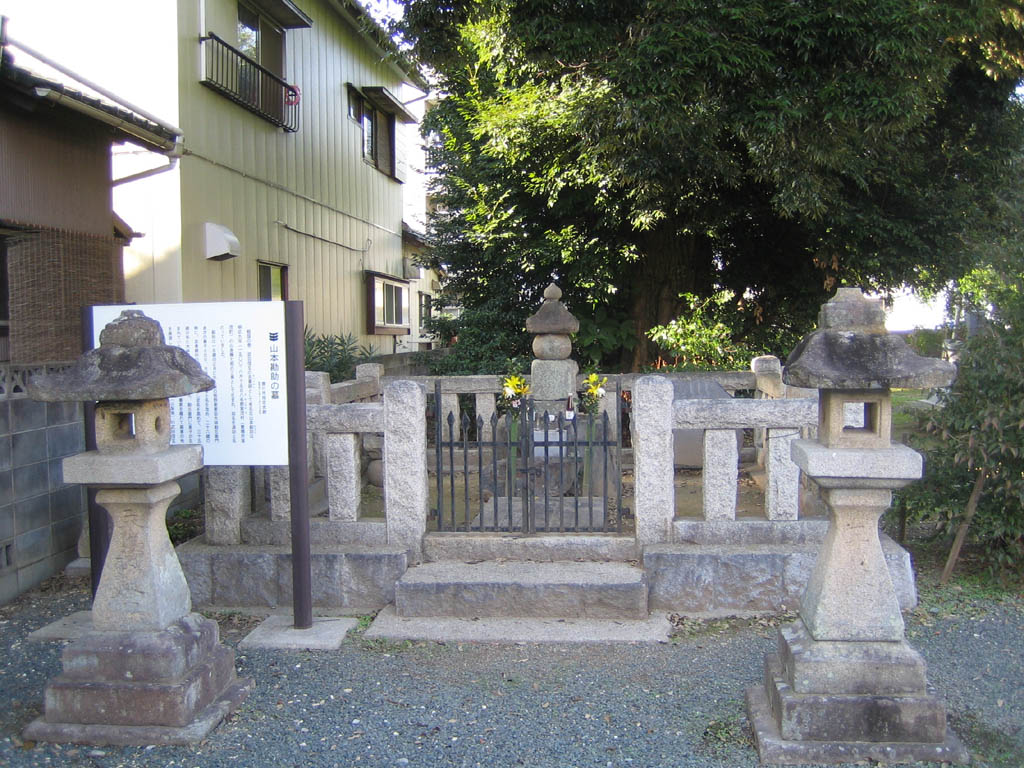
山本勘助の遺髪を納めた墓所（愛知県豊川市牛久保町）
開基者 真木宗成（念宗法印）

江戸時代の軍記物『武田三代軍略』によれば、勘助は己の献策の失敗によって全軍崩壊の危機にある責に死を決意して、敵中に突入。奮戦して13騎を倒すが、遂に討ち取られた。『甲信越戦録』では、死を決意した勘助は僅かな家来と敵中に突入して獅子奮迅の働きをするが、家来たちは次々に討ち死にし、それでも勘助は満身創痍になりながらも大太刀を振るって戦い続けるが、上杉家の猛将柿崎景家の手勢に取り囲まれ、四方八方から槍を撃ち込まれ落馬したところを坂木磯八に首を取られている。享年69。
勘助らの必死の防戦により信玄は謙信の猛攻を持ちこたえた。乱戦の最中に謙信はただ一騎で手薄になった信玄の本陣に斬り込みをかけた。馬上の謙信は床机に座った信玄に三太刀わたり斬りかかったが、信玄は軍配をもって辛うじてこれを凌いだ。ようやく別働隊の高坂勢が駆けつけ上杉勢の側面を衝く。不利を悟った謙信は兵を引き、戦国時代未曾有の激戦である川中島の戦いは終わった。この両雄の決戦を『甲陽軍鑑』は前半は謙信の勝ち、後半は信玄の勝ちとしている。
なお、当て推量なことを「山勘」「ヤマカン」と言うが、一説には山本勘助の名前が由来とされている（大言海、辞海）。

## 実在を巡る議論

### 江戸時代・甲陽軍鑑登場以後

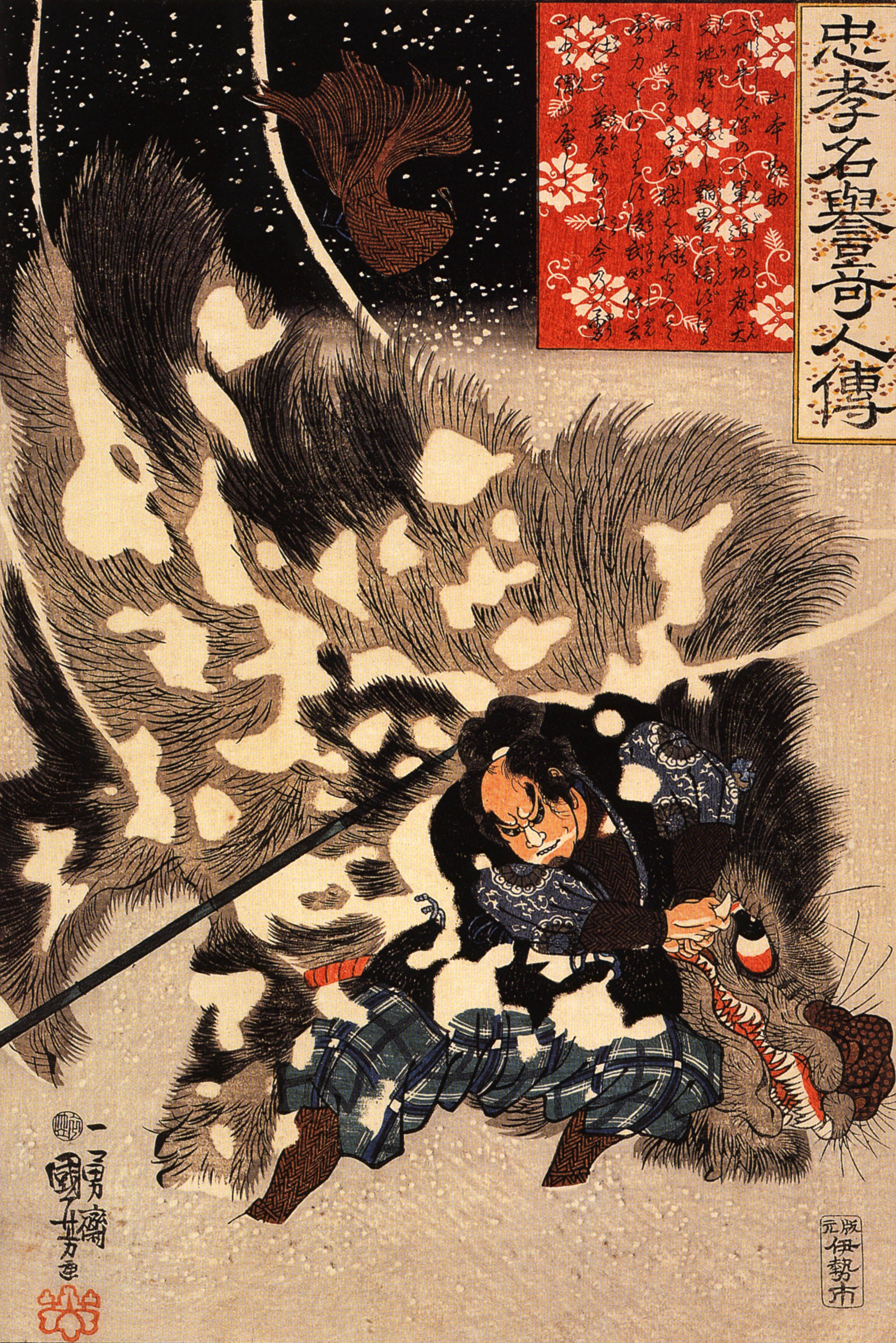
歌川国芳作

山本勘助を軍略と築城に長けた武将として描いた初出の史料は、江戸時代初期の17世紀初頭に成立したと考えられる『甲陽軍鑑』であり、その後もその印象が江戸時代の講談に引き継がれて、さまざまに脚色されて天才肌の「軍師山本勘助」像が形成された。江戸時代には『甲陽軍鑑』は軍学の聖典と尊重されて広く読まれ、山本勘助という名軍師の存在も広く知れ渡ることになる。
しかし、元禄年間作成の松浦鎮信（天祥）の『武功雑記』によると、山本勘助の子供が学のある僧で、わが親の山本勘助の話を創作し、高坂弾正の作と偽って甲陽軍鑑と名付けた作り物と断じるなど、早くから世上に流布された名軍師としての存在を疑われることがあった。ここでは、山本勘助という人物の存在は認めながらも、甲陽軍鑑は偽作であり、軍鑑にあるような信玄の軍師ではなく、山県の家臣であると論じている。

### 明治時代の評価
明治になって近代的な実証主義に基づいた歴史学が日本にも取り入れられ、『太平記』や『太閤記』といった古典的な軍記物語に対する史料批判が行われ、その史料性が否定されるようになった。明治24年（1891年）、東京帝国大学教授田中義成は論文『甲陽軍鑑考』を発表して、『甲陽軍鑑』の史料性を否定、『甲陽軍鑑』のみに登場する「軍師山本勘助」は山県昌景配下の身分の低い一兵卒が元であろうとした。
田中は『甲陽軍鑑』は軍学者小幡景憲が高坂弾正に仮託して書いた創作物であるとし、『武功雑記』の記述を根拠として、『甲陽軍鑑』は勘助の子の関山派の僧侶の覚書を参考にして書かれ、この僧侶の覚書では顕彰の意味で父を誇大に活躍させており（この時代の家伝の類では通例である）一兵卒に過ぎない勘助が武田家の軍師とされてしまったと断じた。ただし、田中は『甲陽軍鑑』の史料性は低く評価するものの、山本勘助の実在性に関しては疑っていない。
実証主義歴史学の大家である田中義成の見解は権威あるものとされ、田中の高弟渡辺世祐などもこれを支持して、以後は『甲陽軍鑑』を歴史学の論文の史料として用いることが憚られるような風潮となる。活動はおろか、名前自体がその他の史料での所見がない山本勘助の活動もまた史実とは考えられなくなり、戦後には1959年刊行の奥野高廣『武田信玄』において、勘助を架空の人物とした。

### 市河家文書の発見
昭和44年（1969年）10月、同年に放送されていた大河ドラマ『天と地と』に触発された北海道釧路市在住の視聴者が、先祖伝来の古文書から戦国時代のものと思われる「山本菅助」の名が記された1通の書状を探し出し、北海道大学、信濃史料編纂室に鑑定に出したところ真物と確認された。これは信濃国高井郡の国衆で、戦国時代には武田家臣、近世には上杉家家臣となり、明治期に屯田兵として北海道へ渡った市河氏の子孫家に伝来した古文書群で、市河家文書と呼ばれる。現在は大半が所蔵家のもとを離れ本間美術館に所蔵されている。そのうち手元に残した一部が「釧路市河家文書」で、「山本菅助」文書はこの中に含まれる。現在は山梨県立博物館所蔵。この書状の発見によって、実在そのものが否定されかけていた山本勘助の存在に、新たな一石が投じられた。
市河家文書の発見を受けて、磯貝正義、佐藤八郎、小林計一郎ら山梨・長野県の研究者による研究が相次ぎ、磯貝は市河家文書の発見をもって「山本菅助」の実在は立証されたとしつつも、『甲陽軍鑑』における信玄の軍師としての逸話や諱の「晴幸」に関しては疑問が持たれる点を指摘した。
小林は「山本菅助」を『甲陽軍鑑』における山本勘助と同一人物とし、さらにこの文書が第三次川中島合戦に際した弘治3年（1557年）の発給で、菅助は従来の見解による山県の家来ではなく、信玄側近として使者を務める地位の高い人物と評した。
一方、佐藤八郎は磯貝の見解を支持しつつも、「山本菅助」を「山本勘助」に結びつける点に関しては慎重視する見解を示した。

### 市河家文書以降の研究
市河家文書以降の山本勘助に関わる研究は多様なものが見られるが、勘助に関わる確実な記録・史料は『甲陽軍鑑』以外では市河家文書のみであるという状態が続いた。
山梨県の郷土史家・上野晴朗は『甲陽軍鑑』を肯定的に評価し、1985年には『山本勘助』を刊行し、山梨県北巨摩郡高根町上蔵原（現・北杜市高根町）に所在する伝・山本勘助の墓石・屋敷墓を紹介した。上野はこれらの墓石群を中世の五輪塔・宝篋印塔とし、付近には中世土豪の屋敷が所在し、『甲斐国志』に記される八ヶ岳南麓の山本勘助に関わる伝承の記述から、勘助は国信国境に近いこの地域に配置された家臣であるとした。また、1988年には渡辺勝正が『武田軍師山本勘助の謎』を刊行した。渡辺は『萩藩閥閲録』の『遺漏』（江戸後期の天保年間に成立）に収録されている、勘助の子孫を称する長門国三隅の山本家由緒書や武田氏関係文書を紹介し、勘助子孫が毛利家中に滞在し子孫を残したとした。ただし、渡辺の論は『萩藩閥閲録』・『遺漏』などの編纂史料や伝承に拠るもので一次史料に基づいていない点や、紹介している武田氏文書に関しては偽文書である可能性が指摘されている。
1990年代には小和田哲男が戦国時代における「軍師」の役割を検討し、軍師は合戦の吉凶を占う軍配者としての軍師と、主君に対して軍事上の助言を行う参謀として軍師の両面があることを指摘し、勘助は双方の役割を兼ねた「軍師」であったと指摘した。
1990年代後半から2000年代初頭にかけては『戦国遺文 武田氏編』や『山梨県史』の編纂が行われ、武田氏関係文書の徹底的な集成・調査が実施されたが、勘助に関する新出史料は発見されなかった。2006年からは丸島和洋が武田一族・家臣の名が多く記された高野山過去帳の紹介を行っているが、現在でも勘助に関わる名は発見されていない。一方、1990年代には国語学者の酒井憲二が『甲陽軍鑑』の国語学・書誌学的な再検討を行い、これが2000年代には歴史学方面にも波及して、甲陽軍鑑の史料性に関する再評価が提示された。
2007年には井上靖原作のNHK大河ドラマ『風林火山』が制作・放映され、前年から山本勘助に関する文献が多く出版された。

### 真下家所蔵文書の発見
2007年には柴辻俊六が「山本勘助の虚像と実像」『武田氏研究 第36号』を発表し、東大史料編纂所所蔵「古文書雑纂」における「高崎山本家文書」の調査記録に注目した。これは1892年（明治25年）に旧上野国高崎藩士・山本家当主が所蔵文書の鑑定を依頼した際の記録で、柴辻は文書自体は質の悪い写本であるとしつつも、「山本菅助」宛武田晴信書状については一定の信憑性があるものと評価した。
2008年には、群馬県安中市の安中市学習の森ふるさと学習館による同市に居住する真下家の所蔵古文書の調査において武田氏関係文書が発見された。同年には山梨県立博物館による資料調査が実施され、「山本菅助」とその関係者とみられる5点の新出文書が確認された。なお、真下家所蔵の古文書群は当初「真下家文書」と呼称されていたが、その後の調査で本来的には真下家に伝来したものではなく蒐集した古文書であることが判明したため、現在では「真下家所蔵文書」と呼称されている。
この5点の文書は「山本菅助」宛て文書が3通、「菅助」子孫の山本氏宛てと考えられている文書が2通で、『市河文書』以来の「山本菅助」関係文書として注目されているほか、山梨県立博物館の調査により「菅助」子孫の動向も判明した。
さらに、2009年11月には静岡県沼津市で「第二十四回国民文化祭・しずおか2009」の一環として開催されていた企画展「後北条氏と沼津」において出展されていた古文書の中に、2007年に柴辻が紹介していた「山本菅助」宛武田晴信書状と同一の写本が発見された。これにより文書の所蔵家から古文書・家譜類などの「沼津山本家文書」が発見され、高崎藩士であった「山本菅助」子孫が明治後に移住していたことが判明した。
真下家所蔵文書・沼津山本家文書の発見に伴い山本菅助の研究は加速し、特に沼津山本家文書の家譜類から初代「山本菅助」の法号が『甲陽軍鑑』における山本勘助の法号と同様の「道鬼」であることが確認された。近世初頭においては「山本菅助」子孫や武田遺臣、再仕官を願った大名家の間では、初代菅助は『甲陽軍鑑』における「山本勘助」と同一視されており、両者は同一人物であると指摘されるに至った。また、真下家所蔵文書・沼津山本家文書の発見は近世初頭における武田遺臣である「菅助」子孫の再仕官に関する事情を豊富にもたらし、中世・近世移行期における大名家臣の動向に関する史料としても注目されている。
一方で、『甲陽軍鑑』における山本勘助の活躍や軍師としての役割などの点については解明されるに至らず、課題として残されている。
2010年（平成22年）には山梨県立博物館でシンボル展「実在した山本菅助」が開催され、研究成果が一般に公開された。同展ではシンポジウムも開催され、海老沼真治、丸島和洋、柴裕之、平山優らによる諸論考が発表された。なお、2013年には同シンポジウムの成果やその後の調査などが山梨県立博物館監修・海老沼真治編『「山本菅助」の実像を探る』（戎光祥出版）として刊行されている。

## 子孫等

### 「山本菅助」とその子孫

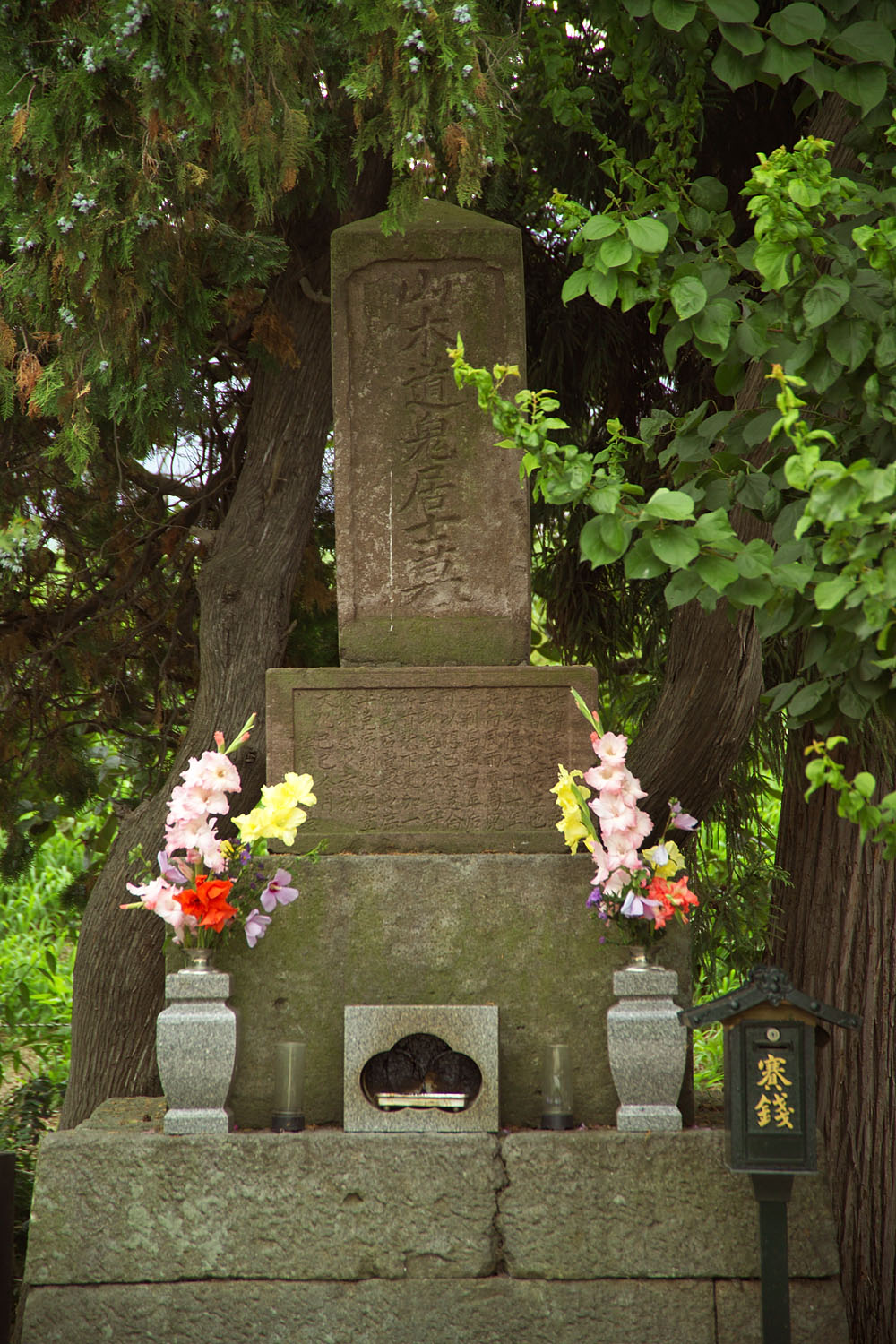
川中島古戦場付近の勘助の墓（長野市）

真下家所蔵文書・沼津山本家文書によれば、初代山本菅助の子息には二代山本菅助がいる。幼名は兵蔵、諱は幸房とされる。二代菅助は『甲斐国志』巻之九十六では「山本勘助」の項目に続いて勘助子息の「山本某」を立項し、実名を不詳としつつ一本系図によれば名は「勘蔵信供」としている。「山本某」は天正3年（1575年）5月21日の長篠の戦いで戦死したとし、『沼津山本家文書』でも二代菅助は長篠合戦で戦死したと記している。また、『甲斐国志』巻之百九では「饗庭修理ノ亮」を立項し、饗庭利長（越前守）次男の十左衛門頼元が勘助の娘を妻とし改姓し、山本十左衛門尉を名乗ったとしている。
文書上においては『天正壬午起請文』において「信玄直参衆」に山本十左衛門尉の名が見られ、武田氏滅亡後に徳川家康に仕えていることが確認されている。
2009年に群馬県安中市で発見された真下家所蔵文書には「山本菅助」文書を含む5通の山本氏関係文書が存在しているが、その中には天正4年推定の「山本菅助」の後継的立場にあると考えられている山本十左衛門尉宛の軍役文書が含まれている。また、慶長7年（1602年）から慶長11年間推定の結城秀康書状は十左衛門尉の子平一宛で、徳川家康に仕えた菅助・十左衛門尉の子孫が越前松平家に仕えた可能性が考えられている。
また、真下家所蔵文書のうち天文17年山本菅助宛武田晴信判物は東京大学史料編纂所所蔵「古文書雑纂」に収録されているが、注記に拠れば「雑纂」所載山本氏文書は明治25年12月に小倉秀貫が山本勘助子孫であるという旧上野国高崎藩士山本家所蔵の写を探訪したものであるという。高崎藩主は松平信綱5男信興を祖とする松平家で、家臣団関係資料である「高崎藩士家格・家筋並びに苗字断絶者一覧」には信興期からの家臣に「菅助」「十左衛門」を名乗る藩士が存在していることから、「雑纂」注記の高崎藩士山本家に比定されるものと考えられている。
山本菅助子孫にあたる沼津山本家文書によれば、「山本菅助」子孫は徳川氏に仕えた後に再び浪人し甲斐にいたが、寛永10年（1633年）頃に山城国淀藩主永井尚政に再仕官し藩士となり、「菅助」の名乗りを復したという。その後は永井氏の丹波国宮津藩への転封に従い丹波へ移り、後に松平信興に仕え、信興の転封により常陸国土浦藩、下野国壬生藩、越後国村上藩などを経て最終的に上野国高崎藩士となっており、好事家の真下家により文書が収集されたものと考えられている。
沼津山本家文書によれば「山本菅助」子孫は初代「菅助」を『甲陽軍鑑』における山本勘助と同一視しており、再仕官したのちも甲州流軍学を学んだ軍学者として活躍している。

### 「山本勘助」の子孫を称する諸家
寛政年間（1789年 - 1801年）に編纂された『寛政重修諸家譜』によると、寛永12年（1635年）に幕府持筒組与力として召し抱えられ、後に250石を知行した山本正重（九兵衛・九郎兵衛）は、「山本勘助晴幸入道道鬼」の子孫で、父祖は牧野康成に仕えていたという。
越前松平家の上級家臣であった菅沼家の始祖は、秀康に仕えた山本成本（市左衛門・内蔵頭・対馬守）とされる（3代目の時に藩主の命によって母方の菅沼姓に改める。3代目以降幕末まで1000石）。享保6年（1721年）に藩主の命で「諸士先祖之記」が編纂された際、菅沼家は系図が焼失したために不分明であるものの、山本勘助の子孫であるという三河国牛久保出身の山本成本を始祖とする系図を提出している。越前松平家はこの家伝を承認し、幕府からの問い合わせにも菅沼家が山本勘助の縁者であると回答するに至っている。江戸時代後期の文政13年（1830年）には、成本が勘助の孫と明記する「菅沼家譜」が成立することとなる。
越後長岡藩文書『蒼紫神社文書』などによると、同藩の家老連綿の家柄である山本氏は、山本勘助弟・帯刀（帯刀左衛門）の末裔とする。山本家の名跡を継いだ、大日本帝国海軍軍人として著名な山本五十六連合艦隊司令長官は、山本勘助と同じ家系に連なる人物であるとして各方面で紹介されている。
肥後藩の正史である『綿考輯録』巻四十六」に拠れば、中津の細川三斎に二百石で仕えた下村巳安は、勘助が討ち死にしたときに幼い三男（長男と次男は川中島で討死と誤記）だった下村安笑の子、すなわち山本勘助の孫であったとされる。また、已安の子・傳蔵（巳安）も父と同じく八代で三斎に仕えた（正保年間・二百石）。

### その他
江戸時代後期の甲州博徒の一人である祐天仙之助（1824年？ - 1863年）は剣術の名手として知られ、自らを山本勘助の末流と自称していたという。

## 山本勘助に関する文学・伝説・信仰

### 江戸時代の文学・美術における勘助
『甲陽軍鑑』をもとに江戸前期から、武田信玄に仕えた「軍師」としての人物像が軍談や実録、浄瑠璃、絵画作品を通じて定着し、勘助の人物像が確立した。また、勘助の家族、とりわけ母の越路（架空の人物）が劇化され、たびたび取り上げられている。以下に特に著名な二作を挙げる。
- 近松半二、三好松洛ら6人合作の浄瑠璃『本朝廿四孝』の三段目「筍掘り」
- 近松門左衛門作の浄瑠璃『信州川中島合戦』の三段目立端場「輝虎配膳」

越路は三婆と呼ばれる難役の一つに数えられている。
江戸期には『中牧合戦記』など武田家を題材とした実録も成立するが、山本勘助を扱った実録として『山本勲功記』（別称に「山本戦功記」がある。

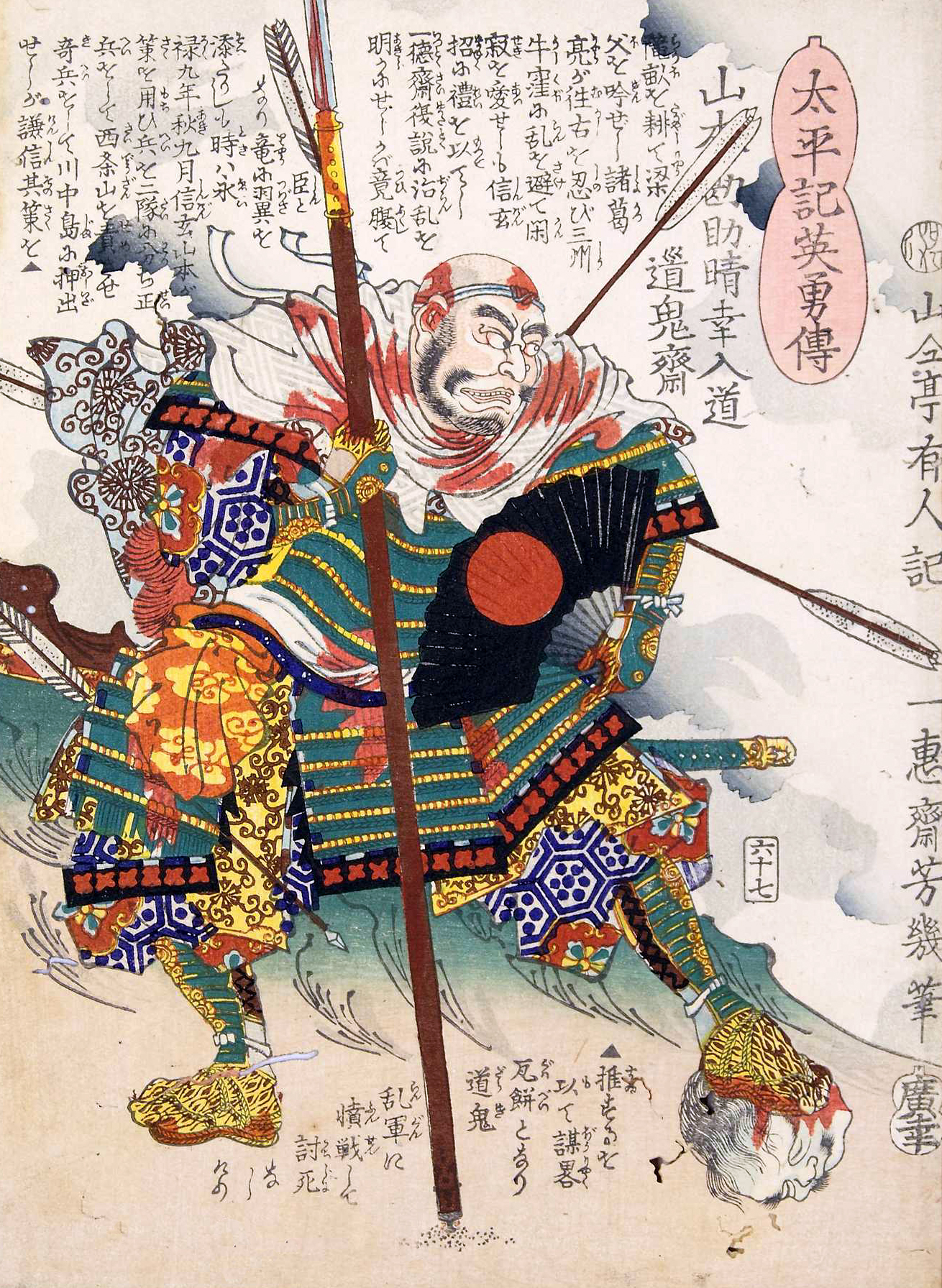
太平記英勇伝六十七「山本勘助晴幸入道」（落合芳幾作）

絵画作品においては狩野了承画『山本勘助像』（江戸後期、山梨県立博物館蔵）や松本楓湖『山本勘助画像』（明治初期、恵林寺蔵・武田信玄公宝物館保管展示）などがあり、法師武者や独眼など『軍鑑』に見られる姿を反映して描かれている。また、近世にさかんに製作された武田二十四将図や、歌川国芳、歌川芳虎、歌川芳艶らの武者絵や、歌舞伎興行に際して製作された役者絵においても同様の姿で勘助が描かれ、人々の間で定着している。

### 近現代文学における勘助
1953年（昭和28年）10月から翌年12月まで『小説新潮』に連載された井上靖の歴史小説『風林火山』は、1969年には映画化（監督：稲垣浩）、1992年12月には里見浩太朗主演で日本テレビ系列の「年末大型時代劇スペシャル」第8作として、また、2006年正月には北大路欣也主演でテレビ朝日系列にてテレビドラマ化がされた。さらに、井上靖生誕100年を記念して2007年放送の大河ドラマ『風林火山』の原作となった。
海音寺潮五郎は1960年から1962年まで『週刊朝日』に『天と地と』を連載し、渡辺世祐博士の非実在説を採用すると断り書きを入れて、勘助を登場させていない。この作品は1969年にNHK大河ドラマ化され、同年の市河家文書発見の経緯にもなった。新田次郎の歴史小説『武田信玄』は1965年5月号から1973年9月まで『歴史読本』に連載された。連載中には市河家文書が発見されたものの、当時はまだ勘助の実在が疑われていたため、作中で勘助を軍師ではなく忍者とした。
これら以外には横山光輝の漫画『隻眼の竜』があり、武田信玄に仕えること以外ほとんどが創作となっている。
これらの作品での勘助は、新田の『武田信玄』を除いて全て隻眼で描かれているが、どちらの目を失明していたかは不明であるため、右目であったり左目であったりと定まっていない。

### 近年の主な作品の山本勘助
山本勘助は以上の説明の通り、史実と認められた情報が極めて少なく、それだけに古今の創作家の想像力を大いに刺激してきた。
- 『風林火山』（井上靖）
武田晴信に仕官した山本勘助は諏訪頼重の暗殺を進言し、頼重は殺され諏訪家は武田家に攻められて滅ぼされた。高遠城に攻め入った勘助は、自害を頑なに拒む頼重の娘由布姫と出会い、その美しさと気高さに魅了された。仇討ちを誓う由布姫。晴信は由布姫を側室に望むが、重臣たちはこれに反対。勘助のみが側室に迎えるべきと強く主張した。勘助は武田家と諏訪家の絆ができること、そして由布姫の幸せを願っていた。やがて、由布姫は四郎勝頼を生む。
勘助は由布姫への思慕の情を抱きながら各地で戦い続けるが、由布姫は若くして死去してしまう。悲しみに暮れる勘助にはやがて運命の川中島の戦いが迫っていた。
この作品では美しい由布姫に思慕の情を抱き、尽くそうとする勘助がストーリーの軸となる。なお、『甲陽軍鑑』はそのような筋立てではない。
1969年に映画化（監督：稲垣浩、主演：三船敏郎）され、同年に日本テレビでドラマ化（主演：東野英治郎）され、1992年に再び日本テレビ（主演：里見浩太朗）で、2006年にテレビ朝日（主演：北大路欣也）で、2007年にNHK大河ドラマ（下記）で、テレビドラマ化がされている。
- 『信玄忍法帖』（山田風太郎）
多くの武田信玄モノの小説とは異なり、信玄が没して後の世界を描く。足利義昭の信長討伐令に応じる形で上洛を目指す信玄は上洛途上で落命する。しかし信玄の遺言にはその死は三年間秘することが命じられていた。武田の敵である徳川家康は「甲斐の虎」たる信玄の存否を疑い、配下の間者を放つ。それに対抗するは、川中島の敗戦後、隠者生活をしていた道鬼斎こと山本勘助の陰武者を駆使した様々な謀略であった。
この作品では山本勘助が川中島の敗戦では戦死せず生き延びて、武田に影から力を尽くしてきたという新しい解釈がなされている。
- 『武田信玄』（新田次郎）
武田晴信が倉科衆の謀反の合議に招かれた際、今川家の間者、山本勘助が潜り込んでいた。このことを晴信に見破られ、このことがもとで合議は終わった。見破られたことを義元にとがめられる形で勘助は武田家に潜り込んで武田家の間者として働く。
間者として長尾家や今川家・織田家などの情報を収集したり、禰津家の娘里見と晴信の間を取り持ったりする。
次第に今川家との距離が広がり、武田家に忠誠をつくすようになる。桶狭間の戦いでは信玄の命で簗田政綱とはかり今川義元を殺害する。
最期は川中島の戦いで馬場信春率いる別動隊に敵襲を伝える途中上杉軍の雑兵に太ももを槍に刺され、使者としての任務を果たすも命を落とす。
勘助の実在を疑われた後に書かれた作品であり、勘助を参謀ではなく使者・間者として描いている。
この作品における勘助は隻眼ではない。
1988年にNHK大河ドラマ（山本勘助役：西田敏行）でテレビドラマ化されている。
- 『風林火山』（2007年NHK大河ドラマ、原作：井上靖、脚本：大森寿美男、主演：内野聖陽）
物語の序盤で、独自に勘助の青年時代を描いたことが新趣向である。
諸国遍歴の武者修行の旅をしている大林勘助は甲斐国に入り、合戦のどさくさに武田家の侍に襲われた農民の娘ミツを助ける。勘助とミツは愛し合うようになるが、兵法を極めた勘助は軍師として身を立てることを願い、流浪の旅を続けることに。
武田家に仕官した後、前述の大河ドラマ『武田信玄』と同じく桶狭間で今川義元が討死するよう仕向けるが、信玄の命ではなく勘助は独断で動いている。
この作品では、勘助は1500年（明応9年）に駿河国富士郡山本郷で誕生したという設定になっている。
- 『紅楓子(こうふうし)の恋』（宮本昌孝 徳間文庫『将軍の星 義輝異聞』収録）
山本勘助の生涯を描いた短編小説。武田信玄の正室・三条の方に密かに恋情を抱く。勘助が三条の方の寝所に楓の枝を残したために、三条の方は信玄に密通を疑われる。
- 『伊達の鬼 -片倉小十郎-』（田中克樹 新潮社 コミックバンチ）
川中島の敗戦では戦死せず、各地を放浪していた。若かりし頃の片倉小十郎に自分が鬼になれず主君である武田信玄を戒めることができなかった事を語り、小十郎に大きな影響を与えた。
この作品では長篠の合戦で武田が大敗を喫した原因は、騎馬を過信し鉄砲への理解を深めなかったことを挙げている。
- 『男弐』（作・小池一夫 画・伊賀和洋 ビジネスジャンプ）
第一部、甲斐の鬼・山本勘介篇として連載。武田家に仕える頃より、（作中では）服部半蔵の手により暗殺されるまでが描かれている。
片眼・方足と言う設定、軍師として奇抜なアイデアや奇抜な甲冑のデザイン、武田晴信（信玄）に尽くす様など独自の観点やファンタジー要素も含まれた描写が多い。

### 伝説
大阪府藤井寺市の伝統工芸品「小山うちわ」は、三好氏の動静を探るため小山地区に一時住んだ勘助が、間者であることを隠すため作ったことに始まるとの伝承がある。

### 信仰
武田家の菩提寺である甲州市塩山小屋敷の恵林寺近在の塩山三日市場には不動明王像が祀られた堂がある。この不動明王像は「勘助不動（さん）」と呼称されており、塩山小屋敷・塩山三日市場の両地区において管理されている。像高は約40センチメートル（台座下から後背頂部まで58センチメートル）で、堂内正面の仏壇に安置されている。
「勘助不動」は不動明王特有の「半眼」であるが、『甲陽軍鑑』における山本勘助と同様に右目が塞がれている。1890年（明治23年（1月）の恵林寺住職・圓應が記した由緒書『勘助不動尊再建有志名簿』によれば、武田氏の滅亡後に信心深い男が本像を刻み、毎年1月28日に祭礼が行われてきたとする伝承を印、堂の再建に寄せた浄財と寄付者の名簿を記している。堂の位置は再建時に現在地に移転されたという。祭礼の際に用いられた版木と札も残されている。